# Acoplamento rotacional-vibracional
O acoplamento rotacional-vibracional ocorre quando a frequência de rotação de um objeto é próxima ou idêntica a uma frequência natural de vibração.
O acoplamento de sistemas vibratórios de dois (ou mais), por exemplo, pêndulos ou circuitos ressonantes, por meio de molas ou de campos magnéticos. O que é característico numa oscilação acoplada é o efeito de batimento.